# Megatsunamiul din 1958 din golful Lituya
În golful Lituya în Alaska, o alunecare de teren a dat naștere unui megatsunami. Valul a distrus vegetația de pe unul din flancuri până la o înălțime estimată la 525 de metri, ceea ce îl face unul dintre cele mai importante tsunami observate de către om.

## Golful Lituya
olful Lituya este un fiord situat în Statele Unite ale Americii, în sud-estul Alaskăi, la circa 30 km sud de Muntele Fairweather.

## Tsunami-ul și consecințele sale

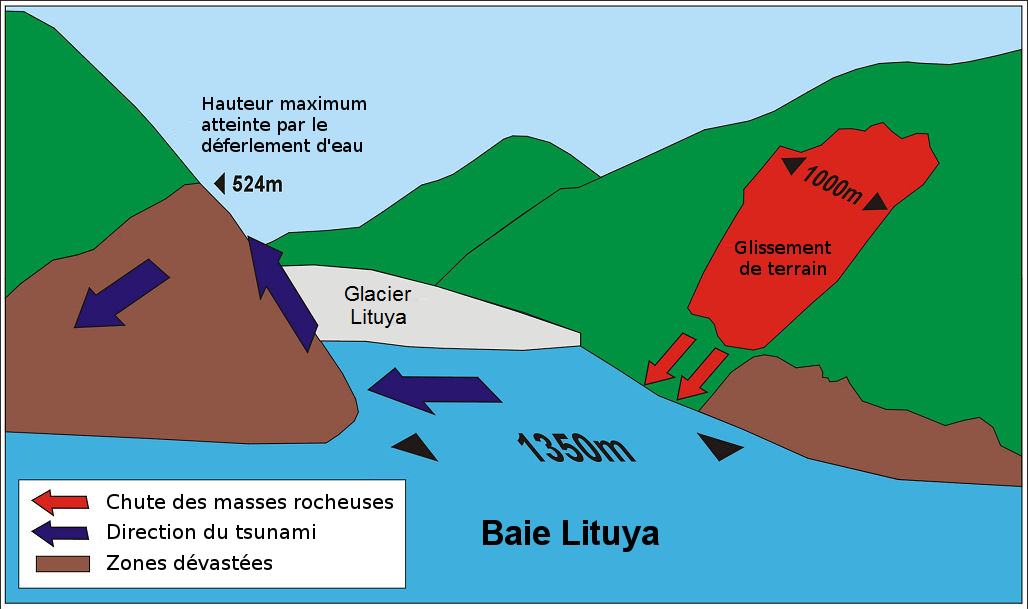
Diagrama arată deplasarea maselor în megatsunami din 1958.

La 10 iulie 1958, un cutremur lovește munții  din jurul golfului și provoacă o alunecare de teren pe flancul de vest al unuia dintre ei.  Mase de rocă se prăvălesc în golf, mai precis în Gilbert Inlet, creând o undă de șoc care dă naștere unui tsunami. Valul înaintează în aceeași direcție ca și alunecărea de teren, dar s-a lovit de muntele de la malul opus al golfului. În această etapă, încă posedă toată energia. Masa imensă de apă se ridică de-a lungul pantei și smulge  vegetația  din apropierea de țărm și rade solul până la roca de bază: 
Frumoasa pădure de epicea fusese măturată de valul uriaș. Și nu numai pădurea, ci și solul pe care crescuse [...] Totul fusese ras pînă la stânca golașă, până la osul planetei. 

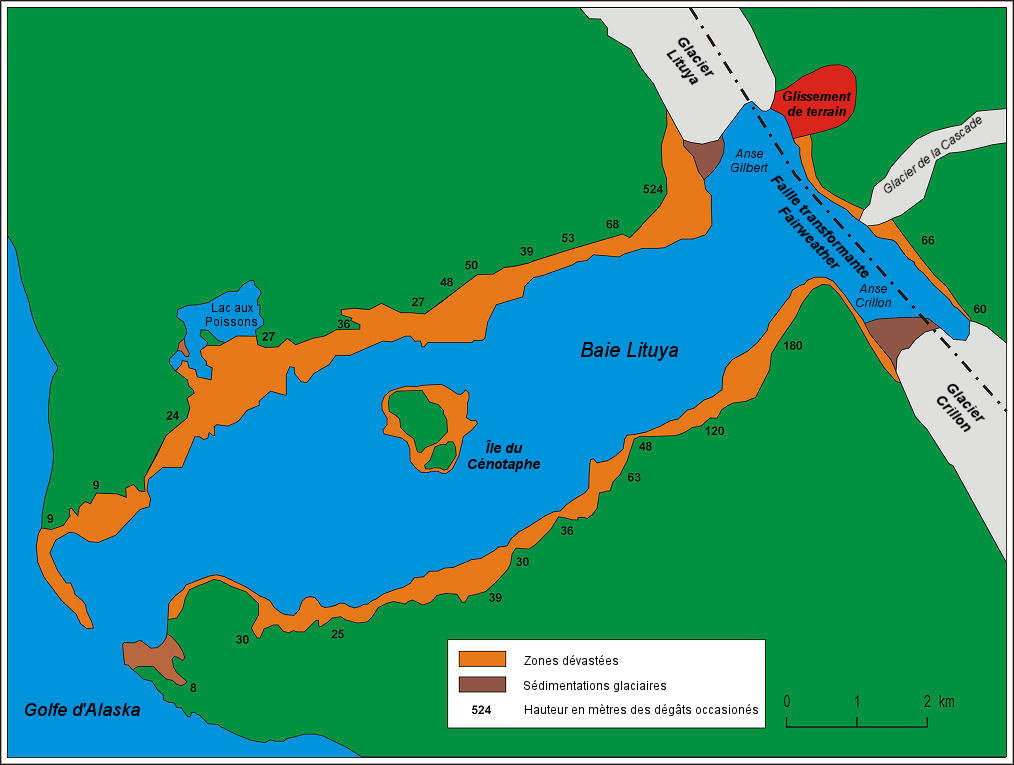
Harta golfului Lituya după megatsunamiul din 1958.

 Urme ale trecerii apei vor rămâne până la o altitudine de 525 metri, ceea ce face acest tsunami unul dintre cele mai mari observate. Cu toate acestea, această caracteristică este moderată de faptul că nu valul în sine a fost de 525m înălțime, ci revărsarea, ceea ce poate denatura în mod semnificativ măsurătorile. 
Înălțimea valului s-a estimat la 60m. Pagubele sunt în mare parte reprezentate de îndepărtarea a vegetației de-a lungul țărmului și decopertarea solului. 
Aflate în partea insulei Cenotaf, trei bărci de pescuit au fost măturate de un val uriaș, omorând două până la cinci persoane. Una dintre bărci a fost găsită goală în golf, iar alta a dispărut complet; a treia, ocupată de un tată și fiul său, a trecut peste insula Cenotaf, a fost aruncată în ocean și apoi, când refluxul a revenit, în interiorul golfului. Ei au povestit: la opt kilometri de locul unde ancoraseră au văzut înălțându-se un munte de apă care s-a prăvălit brusc peste ei cu o viteză înfricoșătoare. Au avut totuși timpul, aproape reflex, să ambaleze motorul, și e foarte probabil că asta i-a salvat. Valul colosal încă avea 50 de metri când a venit peste ei; el i-a luat pe sus și i-a purtat pe deasupra insulei, ei putând să vadă prin apă vârfurile brazilor... Până la câte mile au fost duși în mare? Habar nu au, căci deja refluxul îi întorcea în golf. Pe insula joasă și plată nu mai era niciun copac în picioare. Iată cum, prin intermediul unor martori care au trăit o aventură unică, știm ce s-a întâmplat atunci acolo.